# Халтуринская волость (Псковская губерния)
Халтуринская волость — административно-территориальная единица в составе Островского уезда Псковской губернии РСФСР в 1924 — 1927 годах. Центром было село Новая Уситва.
В рамках укрупнения дореволюционных волостей губернии, новая Халтуринская волость была образована в соответствии с декретом ВЦИК от 10 апреля 1924 года из упразднённых Грибулевской, Гуськовской волостей и разделена на сельсоветы: Дорожинский, Дроздовский, Логовский, Мининский, Ново-Уситовский. В октябре 1925 года были образованы Ключевский и Макаровский сельсоветы, в феврале 1926 года — Дуловский и Козинский. В период районирования Логовский сельсовет переименован в Гороховский, Ново-Уситовский — в Симонятский, Козинский — в Добыченский (Добычинский, Добычский).
В рамках ликвидации прежней системы административно-территориального деления РСФСР (волостей, уездов и губерний), Халтуринская волость была упразднена в соответствии с Постановлением Президиума ВЦИК от 1 августа 1927 года, а Дроздовский, Дуловский, Макаровский, Мининский сельсоветы были включены в состав Островского района Псковского округа Ленинградской области; Гороховский, Добычский, Дорожинский, Ключевский, Симонятский сельсоветы — в состав Палкинского района того же округа и области.